# Militair Kruis (België)
Het Militair kruis is een onderscheiding die door het Belgische leger wordt toegekend voor trouwe dienst. De onderscheiding is in 1885 in het leven geroepen door koning Leopold II van België.

## Ontwerp
Het lint van deze medaille is groen met aan de uiteinden twee rode strepen. Het juweel wordt met een koningskroon opgehangen aan het lint en bestaat uit een vierarmig kruis uit zwart email met twee gekruiste zwaarden. In het midden staat de Belgische leeuw in een cirkel afgebeeld. De achterkant van het kruis toont tweemaal de letter "L", het koninklijk monogram van koning Leopold II.
Tijdens de wereldoorlogen gebeurde het een zeldzame maal dat het lint werd versierd met een palmtak.

## Klassen
Dit ereteken bestaat uit twee klassen. Bij de eerste klasse wordt een rozet op het lint gehecht.

## Toekenningsvoorwaarden
Het Militair Kruis tweede klasse wordt verleend aan elke officier met 25 jaar dienst.  Het Militair Kruis eerste klasse ontvangt men na 25 jaar dienst als officier. Het kruis kan worden verleend aan buitenlandse militairen als blijk van erkentelijkheid voor diensten bewezen aan het Belgisch leger. Het kruis wordt niet postuum verleend.
Er worden, in tegenstelling tot onderscheidingen in de nationale orden, geen bonificaties toegekend voor deze medaille.

## Gedecoreerden
- Jean-Baptiste Piron, (1e Klasse)
- Douglas MacArthur, (1e Klasse)
- Dean King, (2e Klasse)